# 兵庫県立淡路夢舞台国際会議場
兵庫県立淡路夢舞台国際会議場（ひょうごけんりつあわじゆめぶたいこくさいかいぎじょう、Awaji Yumebutai International Conference Center）は、兵庫県淡路市にある国際会議施設。
淡路花博が開催された2000年3月9日に開業、2010年3月9日で10周年を迎えた。

## 概要
淡路島の豊かな自然に囲まれた環境のなか、都市型コンベンションセンターとは一線を画したリゾート＆コンファレンスセンターである。
隣接するウェスティンホテル淡路とは回廊で結ばれ、長期滞在型の国際会議、学術会議、研修、企業等のインセンティブ、各種イベントなど様々なニーズにも対応。
日本政府観光局（JNTO）が発表した2008年の国際会議統計では、国際会議件数26件で全国第10位（※大学施設を除く）にランクされている。このランキングには開業以来連続してトップ10入りをしている。

## 施設
- メインホール

580 m2 スクール形式224名 シアター形式600名収容
- イベントホール

481 m2 スクール形式240名 シアター形式500名収容
- アンフィシアター

275 m2 スクール形式100名収容（階段状固定席）
- レセプションホール×2

258 m2 スクール形式128名 シアター形式200名収容
- 特別会議室×2

308号室 51 m2 対面12名収容 前室付き
310号室 54 m2 対面20名収容
- 会議室×6

301号室 173 m2 スクール形式64名 シアター形式115名収容
302号室 60 m2 スクール形式24名 シアター形式40名収容
311号室 179 m2 スクール形式90名 シアター形式120名収容
403号室 60 m2 スクール形式24名 シアター形式40名収容
404号室 60 m2 スクール形式24名 シアター形式40名収容
405号室 91 m2 スクール形式40名 シアター形式70名収容
- 討議室×8

303号室 23m2 対面10名収容
304号室 35m2 ロの字16名収容
305号室 35m2 ロの字16名収容
306号室 32m2 対面14名収容
307号室 32m2 対面14名収容
309号室 35m2 ロの字16名収容
401号室 28m2 対面14名収容
402号室 28m2 対面14名収容
- 茶室×2

茶室A（水天閣）16畳半（10～15名）
茶室B（貝翠庵）4畳半（3～5名）

## 歴代館長
- 初代：大塚辰美（元神戸国際交流協会専務理事）
- 二代：國松孝次（元警察庁長官）
- 三代：髙野幸二郎（元フィリピン共和国大使）

## 交通
- 山陽新幹線　新神戸駅からバス60分（三ノ宮駅・舞子駅経由）、淡路夢舞台前下車
- JR舞子駅からバス15分、淡路夢舞台前下車
- 関西国際空港からリムジンバス90分東浦IC下車、タクシーで10分

## 関連事項
- 2002年FIFAワールドカップでは、イングランドチームのチームメディアセンターとして使用され、多数の海外メディアが集結して淡路から世界へ情報発信の場となった。
- 2017年に公開された映画『亜人』では、「亜人研究所」としてロケが行われた。監督の本広克行にとってはこの建物でロケを行うことは念願であったという。撮影は5日間にわたって行われ、エキストラとして島内の人も参加した[1]。